# Coryphistera alaudina
El espinero crestudo o crestudo (Coryphistera alaudina), también denominado copetón (en Uruguay), es una especie de ave paseriforme de la familia Furnariidae, la única del género Coryphistera. Es nativa del centro sur de Sudamérica.

## Distribución y hábitat
Se distribuye desde el sureste de Bolivia y oeste de Paraguay hacia el sur hasta el centro sur de Argentina y hacia el este hasta el extremo suroeste de Brasil y noroeste de Uruguay.
Esta especie es considerada bastante común y visible en sus hábitats naturales: los bosques abiertos y matorrales del chaco, con pastos cortos o terreno desnudo. Principalmente por debajo de los 500 m de altitud.

## Sistemática

### Descripción original
Esta especie y género fueron descritos originalmente por el ornitólogo germano – argentino Carlos Germán Burmeister, en el año 1860, bajo el mismo nombre científico. Su localidad tipo es: «cerca de Paraná, Brasil».

### Etimología
El nombre genérico femenino «Coryphistera» deriva del griego «koruphistēros»: significando «copete en la corona de la cabeza»; y el nombre de la especie «alaudina», proviene del latín «alaudinus»: como una «alauda», significando «parecida a una alondra».

### Taxonomía
Los datos genéticos indican una relación de hermana con Anumbius. La validad de la subespecie campicola es a veces cuestionada; puede representar apenas un extremo de variación clinal, como sugieren los datos dimensionales, pero son necesarios análisis cuantitativos de las variaciones de plumaje.

### Subespecies
Según las clasificaciones del Congreso Ornitológico Internacional (IOC) y Clements Checklist v.2018, se reconocen dos subespecies, con su correspondiente distribución geográfica:
- Coryphistera alaudina campicola Todd, 1915 - Habita en el sudeste de Bolivia (desde Chuquisaca hasta el sur de Santa Cruz), el oeste del Paraguay.
- Coryphistera alaudina alaudina Burmeister, 1860 - Habita en el sur de Bolivia (Tarija), el norte y este de la Argentina (desde Jujuy, Salta, Formosa y Corrientes, hasta Buenos Aires, La Pampa, Mendoza y el noreste de Río Negro, en el norte de la Patagonia argentina), noroeste del Uruguay, y el extremo sur de Brasil (oeste de Río Grande del Sur).